# Маврикий на летних Олимпийских играх 1992
Маврикий принимал участие в Летних Олимпийских играх 1992 года в Барселоне (Испания) в третий раз за свою историю, но не завоевал ни одной медали. Сборную страны представляли 13 человек (6 мужчин и 7 женщин).